# Alexander Straus
Alexander Straus (Bergen, 20 ottobre 1975) è un allenatore di calcio norvegese, Head Coach dell'Angel City.

## Carriera
In vista della 1. divisjon 2014, è stato nominato allenatore del Nest-Sotra. Durante la stagione, è stato sollevato dall'incarico.
Nel corso del 2014 è approdato allo Strømsgodset, diventando un collaboratore dell'allenatore David Nielsen. Ha ricoperto questo incarico anche dopo che Nielsen ha lasciato il club ed il suo posto è stato preso da Bjørn Petter Ingebretsen.
Il 30 novembre 2017 ha rassegnato le proprie dimissioni dallo staff tecnico dello Strømsgodset. Ha infatti seguito, nella veste di collaboratore, lo stesso Ingebretsen alla guida del Fredrikstad.
In vista della Toppserien 2018, Straus è stato scelto come nuovo allenatore del Sandviken: ha condotto la squadra al 4º posto finale in campionato, nonché alla finale della coppa nazionale.
L'8 agosto 2018, Straus è stato nominato nuovo commissario tecnico della Nazionale Under-23 di calcio femminile della Norvegia. Avrebbe mantenuto anche la guida tecnica del Sandviken per il resto della Toppserien 2018.
Il 16 novembre 2018 è stato tra i candidati al titolo di miglior allenatore della Toppserien, assieme ad Hege Riise ed Oliver Harder.
Il 23 luglio 2019, a seguito delle dimissioni dall'incarico di Nils Lexerød, Straus ha preso ad interim anche la guida tecnica della Nazionale Under-19 femminile norvegese.
Il 7 settembre 2020, la Norges Fotballforbund ha reso noto che Straus avrebbe lasciato il suo incarico di commissario tecnico della Norvegia Under-23 per tornare alla guida del Sandviken, a partire dal 1º gennaio 2021. Ha firmato un contratto quadriennale con il club.
Il 18 aprile 2025, poche ore dall'annuncio della sua partenza dal Bayern Monaco al termine della stagione 2024-2025, viene annunciato che avrebbe assunto l'incarico di Head Coach dell'Angel City, club statunitense iscritto alla National Women's Soccer League, trasferito ufficialmente dal 1º giugno.